# Даго (комикс)
Да́го (исп. Dago) — аргентинский чёрно-белый приключенческо-исторический комикс.

## История создания
Впервые опубликован в 1980 году в аргентинском журнале Nippur Magnum, издательство Editorial Columba. Автор сценария — Робин Вуд. Художники: Альберто Салинас (до 1987 года), Карлос Гомес (1997—2008), Хоан Мундет (с 2008).
С 1983 года публикуется также в итальянском еженедельнике Lanciostory.

## Сюжет
Сюжет комикса разворачивается преимущественно в Средиземноморье в XVI веке.
Чезаре Ренци — старший сын и наследник аристократической семьи Венецианской республики. Ему случайно становится известно о готовящемся заговоре против республики, о чём он наивно рассказывает своему другу Джакомо Барацутти, который оказывается одним из заговорщиков. Джакомо бьёт ножом Чезаре и сбрасывает его тело в море. Одновременно, подосланные убийцы уничтожают всю семью Чезаре. На основании фальшивых документов членов семьи Ренци самих обвиняют в заговоре, их имущество конфискуется.
Тело Чезаре вылавливает сарацинский корабль, его излечивают и отвозят в Алжир, где продают в рабство. Из-за кинжала, торчавшего у юноши из спины, его начинают звать Даго (итал. daga — кинжал, кортик). Несколько лет Даго прислуживает в богатых арабских и турецких семьях, ловит пиявок, оказывается гребцом на галерах, живёт среди бедуинов. Затем на него обращает внимание пират Хайреддин, и Даго предоставляется возможность послужить турецкому султану в качестве янычара.
Даго использует эту возможность для того, чтобы рассчитаться со своими обидчиками.

## Персонажи
Основные или наиболее значимые персонажи комикса:
- Друзья Даго: Селим — старый раб; Хусейн — старый визирь, к которому очень прислушивается султан; Орбаша — последний член арабской семьи, уничтоженной турками; Хемаль — инвалид, бывший турецкий солдат.
- Исторические личности — друзья Даго: Карл де Бурбон; Пьер де Баярд; Бенвенуто Челлини; Микеланджело Буонарроти; Эрнан Кортес; Франсиско Писарро; Эрнандо де Сото.
- Враги Даго: Принц Бертини — правая рука дожа, участник заговора против республики; Ахмед-Бей — высокопоставленный османский функционер; Каландракис — греческий торговец и шпион; Джакомо Барацутти — бывший друг Даго, предавший его;
- Исторические личности — враги Даго: Хайреддин; Влад Цепеш.
- Другие исторические личности: Франциск I; Карл V; Нострадамус; Мартин Лютер; Андреас Везалий; Михаэль Гайсмайр; Бернардо Клезио.
- Женщины Даго: Джинетта делла Барка — невеста Чезаре Ренци, после его предполагавшегося убийства вышла замуж за Джакомо Барацутти; Керим-Бей — арабский пират (на самом деле — женщина); Рома — последняя выжившая из группы восточноевропейских женщин-воительниц; Магдалена — швейцарская наёмница Карла V; Антония де Медина — из семьи Медичи.

## Критика
- Luca Lorenzon. Dago: il più grande successo dell’Eura editoriale (итал.). Ficinemute (1 апреля 2003). Дата обращения: 19 сентября 2015.

- Dago incontra Verdi. La musica a fumetti (итал.). La Repubblica (23 октября 2012). Дата обращения: 19 сентября 2015.